# La Présentation au Temple (Bellini)
Pour les articles homonymes, voir Présentation au Temple.
La Présentation au Temple est un tableau réalisé vers 1469 par le peintre italien Giovanni Bellini. Cette tempera sur panneau de bois est une copie élargie de La Présentation au Temple peinte dans les années 1450 par Andrea Mantegna, le beau-frère de l'artiste. Comme l'original, elle illustre l'épisode biblique de la Présentation de Jésus au Temple, au cours duquel l'Enfant Jésus est amené par Marie à Syméon dans le temple de Jérusalem. L'œuvre est conservée au sein des collections de la fondation Querini Stampalia, à Venise.